# Ammocrypta
Il genere Ammocrypta comprende 6 specie di piccoli pesci d'acqua dolce appartenenti alla famiglia Percidae.

## Distribuzione e habitat
Questi pesci sono diffusi in America del Nord, in diversi ambienti fluviali e lacustri (dai Grandi Laghi ai bacini idrografici dei fiumi Missouri e Mississippi).

## Descrizione
I pesci del genere Ammocrypta presentano un corpo snello e sottile, molto allungato e piuttosto compresso ai fianchi. Vi sono due pinne dorsali, la prima è bassa e retta da raggi grossi, la seconda è alta, opposta e simmetrica alla pinna anale. Le pinne ventrali e pettorali sono ampie. La pinna caudale è a delta. La livrea è differente per ogni specie, ma prevale la colorazione mimetica, beige chiazzata di bruno, con pinne trasparenti.

Le dimensioni si attestano sui 7–8 cm, secondo la specie.

## Conservazione
Ammocrypta pellucida risulta iscritta come vulnerabile alla IUCN Red List.

## Specie
Il genere comprende 6 specie:
- Ammocrypta beanii
- Ammocrypta bifascia
- Ammocrypta clara
- Ammocrypta meridiana
- Ammocrypta pellucida
- Ammocrypta vivax